# Megachile mystacea
Megachile mystacea är en biart som först beskrevs av Fabricius 1775.  Megachile mystacea ingår i släktet tapetserarbin, och familjen buksamlarbin. Inga underarter finns listade i Catalogue of Life.